# ارشكيكن (الحمام)
ارشكيكن هي إحدى مشيخات المملكة المغربية، تتبع جغرافيا لإقليم خنيفرة وإداريًا لالحمام. يقدر عدد سكانها بـ 931 نسمة حسب الإحصاء الرسمي للسكان والسكنى لسنة 2004.